# ییبی ینسن
ییبی ینسن (هلندی: Yibbi Jansen؛ زادهٔ ۱۸ نوامبر ۱۹۹۹) بازیکن هاکی روی چمن زن اهل هلند است.